# Penmarch
Penmarch é uma comuna francesa na região administrativa da Bretanha, no departamento Finisterra. Estende-se por uma área de 16,38 km². Em 2010 a comuna tinha 5 245 habitantes (densidade: 320,2 hab./km²).